# Exarhatul de Ravenna
Exarhatul de Ravenna sau de Italia a fost unul dintre centrele puterii bizantine din Italia, de la finele secolului al VI-lea până la anul 751, atunci când ultimul exarh a fost executat de către invadatorii longobarzi.

## Introducere
Ravenna a devenit capitala Imperiului Roman în anul 402, în vremea împăratului Honorius, datorită portului său bine amplasat, cu acces la Marea Adriatică, și a poziției sale defensive ideale, fiind situat în mijlocul mlaștinilor. Orașul a rămas capitală a Imperiului până la disoluția Imperiului de Apus din 476, când a devenit reședința lui Odoacru, iar apoi a ostrogoților în timpul lui Theodoric cel Mare și imediat după aceea. 
În 540, în timpul "războiului gotic" dintre 535 și 554, Ravenna a fost ocupată de către generalul Imperiului de răsărit Belisarie. După acest eveniment, orașul a devenit sediul guvernatorului provincial. După "recucerirea justiniană", stuctura administrativă a Italiei a urmat, cu câteva mici diferențe, vechiul sistem instaurat de împăratul Dioclețian și menținut de Odoacru și de regii goți.

## Invazia longobardă și reacția bizantină
În 568, longobarzii conduși de regele Alboin, împreună cu alți aliați germanici, au invadat Italia de nord. Regiunea fusese complet pacificată cu doar câțiva ani înainte și suferise din plin în timpul îndelungatului "război gotic". Forțele locale romane erau slabe, așa încât, după ce deja cuceriseră câteva așezări mai mici, longobarzii au putut cuceri Milano în 569. De asemenea, ei au capturat Pavia în 572, după un asediu care a durat trei ani de zile, după care au transformat-o în capitala lor. În anii următori, Toscana a fost și ea cucerită. Alte coloane de longobarzi, precum cele conduse de Faroald și Zotto, au pătruns în Italia centrală și chiar în sudul peninsulei, unde au întemeiat ducatele de Spoleto și de Benevento. Cu toate acestea, după asasinarea lui Alboin în anul 573, diferite ducate autonome au apărut, fragmentând stăpânirea longobardă.
Împăratul de la Constantinopol, Iustin al II-lea a încercat să profite de situație și în 576 l-a trimis pe ginerele său, Baduarius, spre Italia. Acesta din urmă a fost însă înfrânt și ucis în luptă, iar criza care se perpetua în Balcani și în Orient a făcut ca alt efort imperial în Italia să devină imposibil pentru moment. Din cauza incursiunilor longobarde, posesiunile romane au fost la rândul lor fragmentate în mai multe teritorii izolate. În anul 580, împăratul Tiberiu al II-lea le-a reorganizat în cinci provincii, numite de el "eparhii" (în limba greacă): Annonaria (în Italia de nord, în jurul Ravennei), Calabria, Campania, Emilia și Liguria, alături de Urbicaria din jurul Romei (Urbs). Astfel, până la sfârșitul secolului al VI-lea, o nouă ordine a puterilor era instituită, în încercarea de a se asigura o oarecare stabilitate. Ravenna, care era guvernată de către un exarh ce deținea autoritatea civilă și militară pe lângă cea ecleziastică, se reducea la orașul propriu-zis, portul acestuia și împrejurimile ajungând la nord până la râul Pad (dincolo de care se întindea ducatul de Veneția, nominal în serviciul Imperiului), iar la sud până la râul Marecchia (dincolo de care se afla Pentapolis, de asemenea sub un duce nominal reprezentând puterea imperială.

## Exarhatul

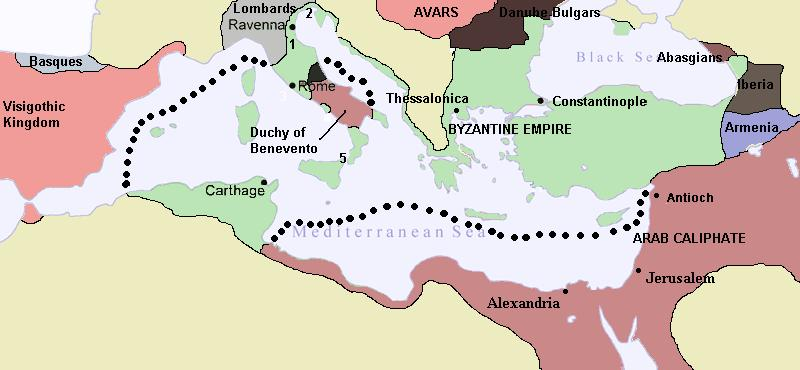
Imperiul Bizantin în jurul anului 650, sub domnia lui Constans al II-lea

Exarhatul a fost organizat într-un grup de ducate (de exemplu, Ducatul de Roma, Ducatul de Veneția, Ducatul de Calabria, Ducatul de Lucania, Ducatul de Spoleto etc.), care cuprindeau în principal orașele costiere ale Peninsulei Italice, dat fiind că hinterland-ul era deținut de acum de către longobarzi. 
Conducătorul civil și militar al acestor posesiuni imperiale, exarhul însuși, era reprezentantul la Ravenna al împăratului de la Constantinopol. Teritoriul înconjurător ajungea de la hotarul cu Veneția în nord până la cel cu Pentapolis la Rimini, granița celor "cinci orașe" din Marche de-a lungul coastei adriatice; cuprindea de asemenea și orașe care nu erau situate pe coastă, precum Forlì de exemplu. Întreg acest teritoriu ajungea până la Munții Apenini. Teritoriile din jur erau guvernate de către duci și magistri militium mai mult sau mai puțin supuși autorității exarhului. Din punctul de vedere al Constantinopolului, exarhatul de Ravenna consta în întreaga provincie a Italiei. 
Exarhatul de Ravenna nu era singura provincie bizantină din Italia. Sicilia bizantină forma un guvernământ separat, în vreme ce Corsica și Sardinia țineau de Exarhatul de Africa. 
Longobarzii își stabiliseră capitala la Pavia și controlau valea râului Pad. Valul longobard se răspândea mult către sud, invadatorii instaurând ducate la Spoleto și Beneventum; ei controlau interiorul, în vreme ce guvernatorii bizantini aveau sub autoritatea lor mai mult sau mai puțin teritoriile de coastă. 
Piemont, Lombardia, teritoriul continental al Venetiei, Toscana și regiunea continentală a Neapolelui aparțineau longobarzilor, astfel încât treptat reprezentantul imperial în Italia își pierde puterea sa anterioară, deși nominal controla regiuni ca Liguria (pierdută definitiv în 640 în favoarea longobarzilor), Neapole și Calabria (căzută în puterea ducatului longobard de Benevento). În ceea ce privește Roma, adevăratul stăpân era papa. 
La sfârșitul anului 740, Exarhatul de Ravenna consta din Istria, Veneția, Ferrara, Ravenna (exarhatul în sensul său restrâns), împreună cu Ducatul de Pentapolis și Ducatul de Perugia.    
Aceste fragmente ale provinciei Italia, au fost aproape integral pierdute, fie în favoarea longobarzilor, care în cele din urmă au cucerit Ravenna însăși în jurul anului 750, fie în urma revoltei papale, care în cele din urmă s-a separat de Imperiu din cauza iconoclasmului.
Relația dintre papa din Roma și exarhul de Ravenna reprezenta o dinamică care putea dăuna sau, dimpotrivă, ajuta Imperiului. Papalitatea putea fi un vehicul pentru nemulțumirile locale, în vreme ce exarhul era considerat de către vechea aristocrație romană ca mai degrabă un străin.

## Sfârșitul exarhatului
De-a lungul secolelor al VII-lea și al VIII-lea, pericolul crescând din partea longobarzilor și al francilor, separația dintre creștinătatea răsăriteană și cea apuseană cauzată de problema iconoclastă, ca și rivalitatea dintre papă și împăratul bizanin, au făcut ca poziția exarhului să fie din ce în ce mai dificilă.
Ravenna a rămas sediul exarhului până la răscoala din 727, cauzată de disputa iconoclastă. Ultimul exarh de Ravenna, Eutychius, a fost ucis de longobarzi în 751. Exarhatul a fost atunci reorganizat sub numele de Catepanatul de Italia, guvernat de la Bari, care a fost pierdut în favoarea sarazinilor în anul 847 și recuperat de bizantini în 871.
Atunci când, în 756, francii i-au alungat pe longobarzi, papa Ștefan al II-lea a emis pretenții asupra exarhatului. Aliatul său, regele franc Pepin cel Scurt, a donat în același an teritoriile fostului exarhat către Statele Papale. Donația, confirmată ulterior de fiul lui Pepin, Carol cel Mare în 774, a marcat începutul puterii lumești a papilor și constituirea Statelor Papale. Totuși, arhiepiscopatele de pe teritoriului fostului exarhat au dezvoltat tradiții de putere seculară locală și de independență, fapt care a contribuit la fragmentarea puterilor în Italia.